# Kostel svatého Martina (Malé Hoste)
Římskokatolický kostel sv. Martina je nejvýznamnější historickou památkou slovenské obce Malé Hoste. Byl dokončen v roce 1783. Slouží věřícím z celé malohostenské farnosti, kam patří také obce Pochabany, Veľké Hoste a Zlatníky.
Velmi důležitou součástí interiéru kostela jsou varhany od mistra Samuela Wagnera z roku 1858.
Ve věži se nachází původní renesanční zvon z roku 1651.